# Benjamin Banneker
Benjamin Banneker (Ellicott City, 9 de noviembre de 1731 - Baltimore, 9 de octubre de 1806) fue un astrónomo, compilador de almanaques e inventor estadounidense. Era un afroamericano libre quien poseía una granja cerca de Baltimore, fue principalmente un autodidacta en astronomía y matemáticas. En 1761 se hizo notar por construir un reloj de madera que medía el tiempo con bastante precisión.
Comenzó a hacer cálculos astronómicos en 1788, prediciendo acertadamente un eclipse solar en 1789 y publicó anualmente, desde 1791 hasta 1802, el almanaque y las efemérides de Pensilvania, Delaware, Maryland y Virginia. En 1790 fue adscrito a la comisión que elaboraría el levantamiento de planos en la obra de Washington D. C. También escribió ensayos condenando la esclavitud y la guerra.

## Honores
En 2022 se erigió un obelisco conmemorativo en Maryland.